# Arthur Milchhöfer
Arthur Alexander Johann Milchhöfer (21 mars 1852 - 7 décembre 1903) est un archéologue allemand né à Schirwindt (de), arrondissement de Pillkallen, en Prusse-Orientale, un village situé dans l'angle le plus à l'est de l'Empire allemand. Il se spécialise dans l'étude de l'Antiquité grecque et est surtout connu pour ses recherches topographiques sur l'Attique antique.

## Biographie
Il a étudie Berlin et à l'université de Munich, où il est l'élève de Heinrich Brunn (1822-1894). Par la suite, il devient l'assistant d'Ernst Curtius (1814-1896) à Berlin, et en 1883, il est habilité en archéologie à l'université de Göttingen. Plus tard, il devient professeur associé à l'université de Münster, où il est également responsable de la bibliothèque d'archéologie classique. En 1895, il devient professeur d'archéologie à l'université de Kiel.
Milchhöfer est le premier à soupçonner l'existence d'une culture avancée de l'âge du bronze sur l'île de Crète, qui aurait également soumis le continent grec avant la guerre de Troie. En référence au roi Minos de la légende de Thésée, il l'appelle la « culture minoenne », un terme plus tard adopté et popularisé par l'archéologue britannique Sir Arthur Evans après le début de ses fouilles à Cnossos en 1900.

## Ouvrages
Dans son livre de 1883 intitulé Die Anfänge der Kunst in Griechenland (Les Origines de l'Art en Grèce), il est le premier à suggérer que la Crète est le centre de la culture mycénienne. Parmi les autres œuvres notables de Milchhöfer sur la Grèce antique, on peut citer :
- Die Stadtgeschichte von Athen (L'histoire de la ville d'Athènes) (1891) en collaboration avec Ernst Curtius (1814-1896).
- Karten von Attika (Cartes de l'Attique) (1881-1903) en collaboration avec Curtius et Johann August Kaupert (de) (1822-1899).